# Nuova Biblioteca Manoscritta
Die Nuova Biblioteca Manoscritta ist ein via Internet verfügbarer Katalog für Manuskripte der Bibliotheken Venetiens. Die dazugehörige Website bietet Informationen über die angeschlossenen Bibliotheken und ihre Handschriftenbestände. Hinzu kommen Materialien zu Forschungszwecken, die vielfach mitgeliefert werden. Insgesamt bietet es mit Stand vom März 2022 55.560 Manuskripte, die in der Zeit vom Mittelalter bis ins 20. Jahrhundert entstanden sind. Am 27. November 2023 waren es bereits 58.273 Handschriften.
Finanziert wird das Projekt durch die Region Venetien in Zusammenarbeit mit der Fakultät für Humanistische Studien (Dipartimento di Studi Umanistici) der venezianischen Universität Ca’ Foscari zu Venedig. 
Ab September 2003 legte die Region Venetien ein Katalogisierungsprojekt der Handschriften auf, die sich in den Bibliotheken der Region befinden. Ziel war es, diese Bestände online zur Verfügung zu stellen. Dabei wurden ältere Katalogisierungsprojekte, etwa die mittelalterlicher Handschriften mitsamt ihren papierenen Katalogeinträgen integriert.
Das Projekt ist in die Sektionen Manoscritti greci d’Italia, Libri e scritture nell’Umanesimo veneto del Quattrocento, Catalogo dei manoscritti di San Michele di Murano und Fragmenta Italica Manuscripta aufgeteilt.
Angeschlossen sind dabei rund 40 Bibliotheken, darunter:
- Adria: Biblioteca comunale
- Bassano del Grappa, Museo Biblioteca Archivio
- Belluno, Biblioteca civica, Biblioteca Lolliniana und die Fondazione Giovanni Angelini
- Castelfranco Veneto, Biblioteca comunale
- Chioggia, Biblioteca civica Cristoforo Sabbadino
- Este, Gabinetto di lettura
- Feltre, Biblioteca civica
- Lendinara, Duomo di Santa Sofia
- Monselice, Biblioteca comunale
- Padua, Biblioteca Antoniana, Biblioteca civica, Biblioteca del Seminario vescovile, Biblioteca universitaria
- Rovigo, Biblioteca dell’Accademia dei Concordi
- Treviso, Biblioteca capitolare della Cattedrale, Biblioteca comunale, Biblioteca del Seminario vescovile
- Venedig, Biblioteca Andrighetti Zon Marcello, Biblioteca Archivio Renato Maestro, Biblioteca dei padri Redentoristi, Biblioteca della Fondazione Giorgio Cini, Biblioteca del Museo Correr, Biblioteca del Museo di storia naturale, Biblioteca nazionale Marciana, Biblioteca di San Francesco della Vigna, Fondazione Querini Stampalia
- Verona, Biblioteca alle Stimate, Biblioteca capitolare, Biblioteca civica, Biblioteca d’Arte del Museo di Castelvecchio, Biblioteca dell’Accademia di agricoltura, Biblioteca del Museo civico di storia naturale
- Vicenza, Biblioteca civica Bertoliana
- Vigo di Cadore, Biblioteca storica cadorina
- Vittorio Veneto, Biblioteca del Seminario vescovile
- Biblioteche venete dell’Ordine dei frati minori
- Private Sammlungen